# Arashi (film)
Arashi (1956) – japoński film w reżyserii Hiroshi Inagaki. Został zaprezentowany na Festiwalu Filmowym w Berlinie w 1957 roku.

## Obsada
- Chishū Ryū jako Shinji Mizusawa
- Kinuyo Tanaka jako Otoku
- Daisuke Katô jako Ishii
- Akira Kubo jako Saburo Mizusawa
- Izumi Yukimura jako Sueko Mizusawa
- Ren Yamamoto jako Taro Mizusawa
- Kunio Otsuka jako Jiro Mizusawa
- Gen Shimizu jako Kitagawa
- Chieko Nakakita jako Osaki
- Haruko Togo jako Shizue
- Minosuke Yamada jako brat Shinji
- Ren Imaizumi jako Miyaguchi
- Fumito Matsuo jako Mori
- Akira Tani jako Hirotaka
- Yoshio Inaba – Detektyw